# Nitzenhausen
Nitzenhausen ist ein Stadtteil der baden-württembergischen Kreisstadt Künzelsau im Hohenlohekreis.
Das Dorf Nitzenhausen mit den zwei zugehörigen Weilern Berndshausen im Westen und Sonnhofen im Osten liegt auf einer Höhe von 419 m ü. NHN neun Kilometer östlich des Stadtkerns von Künzelsau im Kochertal auf der Hochebene vor dem Jagsttal. Das Stadtteilgebiet entwässert überwiegend zur Jagst, etwa über den Speltbach, der am Oberlauf Berndshausen, und den Buchenbach, der am Oberlauf Nitzenhausen selbst durchläuft.
Am 1. Januar 1972 wurde Nitzenhausen in die Kreisstadt Künzelsau eingegliedert.